# محمدرضا قومی
محمدرضا قومی (زاده ۱۳۴۲، کرج) چهره‌پرداز و بازیگر سینمای ایران است.

## زندگی‌نامه
'محمدرضا قومی متولد۱۳۴۲ طراح چهره پرداز سینمای ایران فعالیت در سینما را از سال ۱۳۶۰ با دستیاری جلوه‌های ویژه آغاز نمود و هم‌زمان با ورود به تیم اجرایی فرهنگ معیری چهره‌پردازی را از وی آموخت، وی با فرهنگ معیری همکاری داشته‌است 

## فیلمشناسی

### بازیگر
- پارتی (۱۳۷۹)
- از بلور خون (۱۳۷۱)
- آخرین شناسایی (۱۳۷۲)
- مردی در آینه (۱۳۷۱)
- چاووش (۱۳۶۹)
- سلام سرزمین من (۱۳۶۷)

### طراح چهره‌پردازی
- دربند (۱۳۹۱)
- دلتنگی‌های عاشقانه (۱۳۹۱)
- پروانگی (۱۳۹۰)
- خرس (۱۳۹۰)
- قلاده‌های طلا (۱۳۹۰)
- آزاد راه (۱۳۸۹)
- جرم (۱۳۸۹)
- سلام بر فرشتگان (۱۳۸۹)
- تردید (۱۳۸۷)
- نیلوفر (۱۳۸۷)
- آتشکار (۱۳۸۶)
- تولدی دیگر (۱۳۸۶)
- جعبه موسیقی (۱۳۸۶)
- زن دوم (۱۳۸۶)
- شب (۱۳۸۶)
- شب حورا (۱۳۸۶)
- نشانی (۱۳۸۶)
- هر شب تنهایی (۱۳۸۶)
- آفتاب بر همه یکسان می‌تابد (۱۳۸۵)
- پسران آجری (۱۳۸۵)
- حس پنهان (۱۳۸۵)
- در مه بخوان (بالاتر از آسمان) (۱۳۸۵)
- گاهی واقعی (۱۳۸۵)
- مینای شهر خاموش (۱۳۸۵)
- آرامش در میان مردگان (۱۳۸۴)
- عروسک فرنگی (۱۳۸۴)

- قلقلک (۱۳۸۴)
- وقتی همه خواب بودند (۱۳۸۴)
- خیلی دور، خیلی نزدیک (۱۳۸۳)
- مکس (۱۳۸۳)
- بوتیک (۱۳۸۲)
- سربازهای جمعه (۱۳۸۲)
- این زن حرف نمی‌زند (۱۳۸۱)
- تیک آف (۱۳۸۱)
- جایی دیگر (۱۳۸۱)
- بی تو تنهایم (۱۳۸۰)
- تیک (۱۳۸۰)
- عیسی می‌آید (۱۳۸۰)
- پارتی (۱۳۷۹)
- چتری برای دو نفر (۱۳۷۹)
- سام و نرگس (۱۳۷۹)
- اعتراض (۱۳۷۸)
- تلفن (۱۳۷۸)
- جوانی (۱۳۷۷)
- فریاد (۱۳۷۷)
- تارهای نامریی (۱۳۷۶)
- خفاش (۱۳۷۶)
- مرسدس (۱۳۷۶)
- فرار از جهنم (۱۳۷۵)
- سفر پرماجرا (۱۳۷۴)
- مردی در آینه (۱۳۷۱)

### چهره‌پرداز
| - ۱ - خیلی دور، خیلی نزدیک (۱۳۸۳) - ۲ - چتری برای دو نفر (۱۳۷۹) - ۳ - سگ کشی (۱۳۷۹) - ۴ - اعتراض (۱۳۷۸) - ۵ - تلفن (۱۳۷۸) - ۶ - جوانی (۱۳۷۷) - ۷ - فریاد (۱۳۷۷) - ۸ - تارهای نامریی (۱۳۷۶) - ۹ - خفاش (۱۳۷۶) - ۱۰ - مرسدس (۱۳۷۶) - ۱۱ - فرار از جهنم (۱۳۷۵) - ۱۲ - سایه به سایه (۱۳۷۴) - ۱۳ - بلوف (۱۳۷۲) - ۱۴ - زینت (۱۳۷۲) - ۱۵ - ضربه آخر (۱۳۷۲) - ۱۶ - از بلور خون (۱۳۷۱) - ۱۷ - چشمهایم برای تو (۱۳۷۱) - ۱۸ - اتل متل توتوله (۱۳۷۰) - ۱۹ - پرنده آهنین (۱۳۷۰) - ۲۰ - مسافران (۱۳۷۰) - ۲۱ - چاووش (۱۳۶۹) | - ۲۲ - گربه آوازخوان (۱۳۶۹) - ۲۳ - گروهبان (۱۳۶۹) - ۲۴ - نقش عشق (۱۳۶۹) - ۲۵ - دخترک کنار مرداب (۱۳۶۸) - ۲۶ - دندان مار (۱۳۶۸) - ۲۷ - شب بیست و نهم (۱۳۶۸) - ۲۸ - عبور از غبار (۱۳۶۸) - ۲۹ - آری چنین بود (۱۳۶۷) - ۳۰ - باد سرخ (۱۳۶۷) - ۳۱ - دوران سربی (۱۳۶۷) - ۳۲ - سلام سرزمین من (۱۳۶۷) - ۳۳ - سرزمین آرزوها (۱۳۶۶) - ۳۴ - شاید وقتی دیگر (۱۳۶۶) - ۳۵ - شکار (۱۳۶۶) - ۳۶ - ملاقات (۱۳۶۵) - ۳۷ - هشت و نیم شب (۱۳۶۵) - ۳۸ - طغیان (۱۳۶۴) - ۳۹ - تاراج (۱۳۶۳) - ۴۰ - مزدوران (۱۳۶۳) - ۴۱ - نقطه ضعف (۱۳۶۲) |

## جوایز و انتخابها
- برنده سیمرغ بلورین بهترین چهره‌پردازی دوره ۲۳ جشنواره فیلم فجر (بخش مسابقه سینمای ایران) در سال ۱۳۸۳ (خیلی دور، خیلی نزدیک)
- برنده تندیس زرین بهترین چهره‌پردازی دوره ۹ جشن خانه سینما (بخش مسابقه) در سال ۱۳۸۴ (خیلی دور، خیلی نزدیک)
- کاندید تندیس زرین بهترین چهره‌پردازی دوره ۱۰ جشن خانه سینما (مسابقه) سال ۱۳۸۵ (وقتی همهٔ خواب بودند)
- کاندید تندیس زرین بهترین چهره‌پردازی دوره ۱۰ جشن خانه سینما (مسابقه) سال ۱۳۸۵ (مکس)